# Verkeersrecht (tijdschrift)
Verkeersrecht  (VR) is een maandelijks juridisch vaktijdschrift van de ANWB
op het gebied van wegverkeer, aansprakelijkheid, verzekering en verkeersstrafrecht (m.n. verkeersdelicten en verkeersovertredingen) in Nederland met veel aandacht voor letselschade.
Ook bevat het tijdschrift relevante jurisprudentie,
onderverdeeld in bestuurszaken, strafzaken en civiele zaken.